# Ultima IX: Ascension
Ultima IX: Ascension est un jeu vidéo de rôle développé par Origin Systems et publié par Electronic Arts en novembre 1999. Il est le neuvième épisode de la série Ultima créée par Richard Garriott.

## Présentation
Cinq années s’écoulèrent entre Ultima VIII et Ultima IX, un écart jamais atteint dans toute la série. Ultima IX devait au départ être un jeu en perspective isométrique, comme son prédécesseur. Cette version était aux trois-quarts terminée lorsque toute l’équipe de développement fut réassignée sur Ultima Online. Lorsqu’elle revint sur Ultima IX, la perspective isométrique fut abandonnée au profit d’une vraie 3D. Les cartes Voodoo initialement ciblées furent délaissées en cours de route et le développement s’orienta alors vers une version Glide, puis Direct3D, retardant à chaque fois la sortie du jeu.
À sa sortie, de trop nombreux bugs ternirent la réputation du jeu et le matériel requis était peu courant à cette époque; il semble qu’Electronic Arts en ait précipité la publication alors que le jeu n’était pas totalement terminé. Des versions ultérieures (l’une d’entre elles éditée par un membre de l’équipe de développement à titre officieux) rendirent Ultima IX plus jouable, même s’il ne fut jamais exempt d’erreurs.
L’espace de jeu était très détaillé et bien construit, mais considérablement plus petit que dans les épisodes précédents. Mais c’est le scénario qui fut le plus décrié : visiblement pas terminé à la sortie du jeu et moins travaillé qu’auparavant, il semble qu’il fut modifié plusieurs fois durant le développement. Il manque totalement de cohérence avec la saga Ultima rien que par son début. Dans Ultima 8, l'avatar revient trop tard sur Brittania, conquise par le Gardien, alors qu'au début du 9, les événements d'Ultima 8 semblent ne pas avoir existé.
Peu de temps après la publication d’Ultima IX, Richard Garriott quitta Electronic Arts, tandis que la firme conservait les droits du nom « Ultima », mettant ainsi un terme à la série.

## Scénario
À la suite de la libération du monde de Pagan par l’Avatar, celui-ci est transporté vers Britannia pour une confrontation finale avec le Gardien. Il doit restaurer les runes des Vertus, nettoyer les temples de l’influence néfaste du Gardien et remettre le peuple sur la voie des Vertus, sachant qu’il ne pourra probablement jamais revenir sur Terre.

## Accueil
| Ultima IX: Ascension |    |       |
| AllGame              | US | 3,5/5 |
| Eurogamer            | US | 5/10  |
| Gamekult             | FR | 7/10  |
| GameSpot             | US | 64 %  |
| IGN                  | US | 62 %  |
| Jeuxvideo.com        | FR | 14/20 |
| Joystick             | FR | 78 %  |